# Les Vigneaux
Les Vigneaux est une commune française située dans le département des Hautes-Alpes, en région Provence-Alpes-Côte d'Azur.

## Géographie
La commune est située à l'entrée de la vallée de la Vallouise au pied de la Tête d'Aval de Montbrison.

### Climat
Pour des articles plus généraux, voir Climat de Provence-Alpes-Côte d'Azur et Climat des Hautes-Alpes.
En 2010, le climat de la commune est de type climat des marges montargnardes, selon une étude du Centre national de la recherche scientifique s'appuyant sur une série de données couvrant la période 1971-2000. En 2020, Météo-France publie une typologie des climats de la France métropolitaine dans laquelle la commune est exposée à un climat de montagne ou de marges de montagne et est dans la région climatique Alpes du sud, caractérisée par une pluviométrie annuelle de 850 à 1 000 mm, minimale en été.
Pour la période 1971-2000, la température annuelle moyenne est de 8,3 °C, avec une amplitude thermique annuelle de 18,7 °C. Le cumul annuel moyen de précipitations est de 910 mm, avec 7,5 jours de précipitations en janvier et 6,4 jours en juillet. Pour la période 1991-2020, la température moyenne annuelle observée sur la station météorologique de Météo-France la plus proche, « Pelvoux », sur la commune de Vallouise-Pelvoux à 6 km à vol d'oiseau, est de 8,3 °C et le cumul annuel moyen de précipitations est de 928,7 mm. 
La température maximale relevée sur cette station est de 36,8 °C, atteinte le 23 août 2023 ; la température minimale est de −21,8 °C, atteinte le 7 mars 1971,,.
Les paramètres climatiques de la commune ont été estimés pour le milieu du siècle (2041-2070) selon différents scénarios d'émission de gaz à effet de serre à partir des nouvelles projections climatiques de référence DRIAS-2020. Ils sont consultables sur un site dédié publié par Météo-France en novembre 2022.

## Urbanisme

### Typologie
Au 1er janvier 2024, Les Vigneaux est catégorisée commune rurale à habitat dispersé, selon la nouvelle grille communale de densité à 7 niveaux définie par l'Insee en 2022.
Elle est située hors unité urbaine. Par ailleurs la commune fait partie de l'aire d'attraction de Briançon, dont elle est une commune de la couronne,. Cette aire, qui regroupe 15 communes, est catégorisée dans les aires de moins de 50 000 habitants,.

### Occupation des sols
L'occupation des sols de la commune, telle qu'elle ressort de la base de données européenne d’occupation biophysique des sols Corine Land Cover (CLC), est marquée par l'importance des forêts et milieux semi-naturels (83,7 % en 2018), en diminution par rapport à 1990 (87,1 %). La répartition détaillée en 2018 est la suivante : 
forêts (59,6 %), espaces ouverts, sans ou avec peu de végétation (15,7 %), prairies (9,4 %), milieux à végétation arbustive et/ou herbacée (8,4 %), zones agricoles hétérogènes (4,6 %), zones urbanisées (2,3 %).
L'évolution de l’occupation des sols de la commune et de ses infrastructures peut être observée sur les différentes représentations cartographiques du territoire : la carte de Cassini (XVIIIe siècle), la carte d'état-major (1820-1866) et les cartes ou photos aériennes de l'IGN pour la période actuelle (1950 à aujourd'hui).

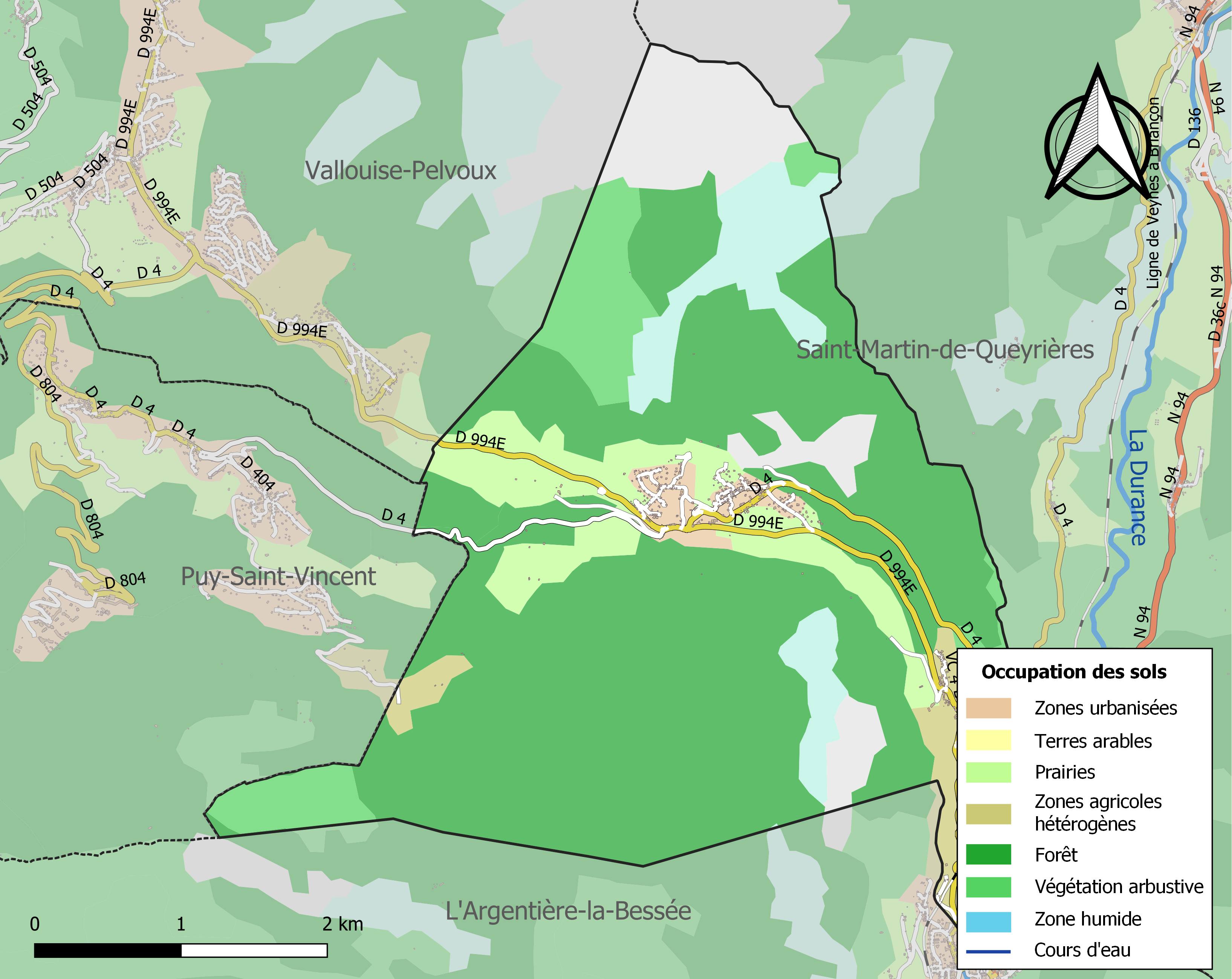
Carte de l'occupation des sols de la commune en 2018 (CLC).

## Toponymie
Los Vinhaus en occitan est devenu Les Vigneaux en français.
Le nom de la localité est attesté sous les formes Vignau en 1183, Vineales en 1225.
Vignau en occitan signifie « vignoble ». Il existait en effet des vignobles dans la vallée de la Vallouise. Bien que cela ne fut pas exceptionnel en la région, ce toponyme est certainement lié à l'exposition favorable pour la culture de la vigne.

## Histoire
La commune des Vigneaux date de la Révolution. Elle était auparavant rattachée à Vallouise.

## Politique et administration
| Période                                  | Période                   | Identité            | Étiquette | Qualité               |
| ---------------------------------------- | ------------------------- | ------------------- | --------- | --------------------- |
| Les données manquantes sont à compléter. |                           |                     |           |                       |
| 1971                                     | 1993                      | Max Disdier         | DVD       | Conseiller général    |
| 1993                                     | mars 2001                 | Eric Brétignière    |           |                       |
| mars 2001                                | mars 2005                 | Christiane Estienne |           |                       |
| mars 2005                                | En cours (au 15 mai 2014) | Gilles Pierre,      |           | Policier ou militaire |

## Population et société

### Démographie
L'évolution du nombre d'habitants est connue à travers les recensements de la population effectués dans la commune depuis 1800. Pour les communes de moins de 10 000 habitants, une enquête de recensement portant sur toute la population est réalisée tous les cinq ans, les populations de référence des années intermédiaires étant quant à elles estimées par interpolation ou extrapolation. Pour la commune, le premier recensement exhaustif entrant dans le cadre du nouveau dispositif a été réalisé en 2006.

En 2022, la commune comptait 515 habitants, en évolution de −3,74 % par rapport à 2016 (Hautes-Alpes : +0,4 %, France hors Mayotte : +2,11 %).
| 1800 | 1806 | 1821 | 1831 | 1836 | 1841 | 1846 | 1851 | 1856 |
| ---- | ---- | ---- | ---- | ---- | ---- | ---- | ---- | ---- |
| 245  | 504  | 461  | 457  | 465  | 486  | 470  | 517  | 512  |

| 1861 | 1866 | 1872 | 1876 | 1881 | 1886 | 1891 | 1896 | 1901 |
| ---- | ---- | ---- | ---- | ---- | ---- | ---- | ---- | ---- |
| 490  | 510  | 475  | 493  | 565  | 471  | 420  | 396  | 353  |

| 1906 | 1911 | 1921 | 1926 | 1931 | 1936 | 1946 | 1954 | 1962 |
| ---- | ---- | ---- | ---- | ---- | ---- | ---- | ---- | ---- |
| 370  | 375  | 307  | 342  | 252  | 224  | 240  | 220  | 221  |

| 1968 | 1975 | 1982 | 1990 | 1999 | 2006 | 2011 | 2016 | 2021 |
| ---- | ---- | ---- | ---- | ---- | ---- | ---- | ---- | ---- |
| 208  | 190  | 244  | 346  | 390  | 453  | 488  | 535  | 523  |

| 2022 | - | - | - | - | - | - | - | - |
| ---- | - | - | - | - | - | - | - | - |
| 515  | - | - | - | - | - | - | - | - |

### Enseignement
La commune des Vigneaux dépend de l'académie d'Aix-Marseille. Les élèves commencent leur scolarité à l'école primaire du village.

## Économie
Plusieurs hébergements touristiques sont installés sur la commune, dont deux campings : 
- le Courounba, classé trois étoiles avec des locations de mobile home, et équipements sportifs ;
- les Vaudois, classé une étoile accueille des groupes et clubs sportifs.

## Culture locale et patrimoine

### Lieux et monuments
- Col de la Pousterle (1 763 m).
- Église Saint-Laurent des Vigneaux (XVe et XVIe siècles) : peintures murales dans le chœur et cycle des Vices et Châtiments à l'extérieur[23].
- Presbytère[24].
- Chapelle Saint-Claude au hameau de la Bâtie[25].
- Barry (ou Barri) de la Bâtie, improprement appelé Mur des Vaudois, il protégeait le Briançonnais des invasions du sud[26].
- Siphon du Barry, au-dessus des gorges de la Durance pour alimenter la centrale hydro-électrique de L'Argentière, la plus puissante d'Europe à son époque. Elle avait été construite au début du XXe siècle par l'ingénieur Gilbert Planche.
- École communale[27].

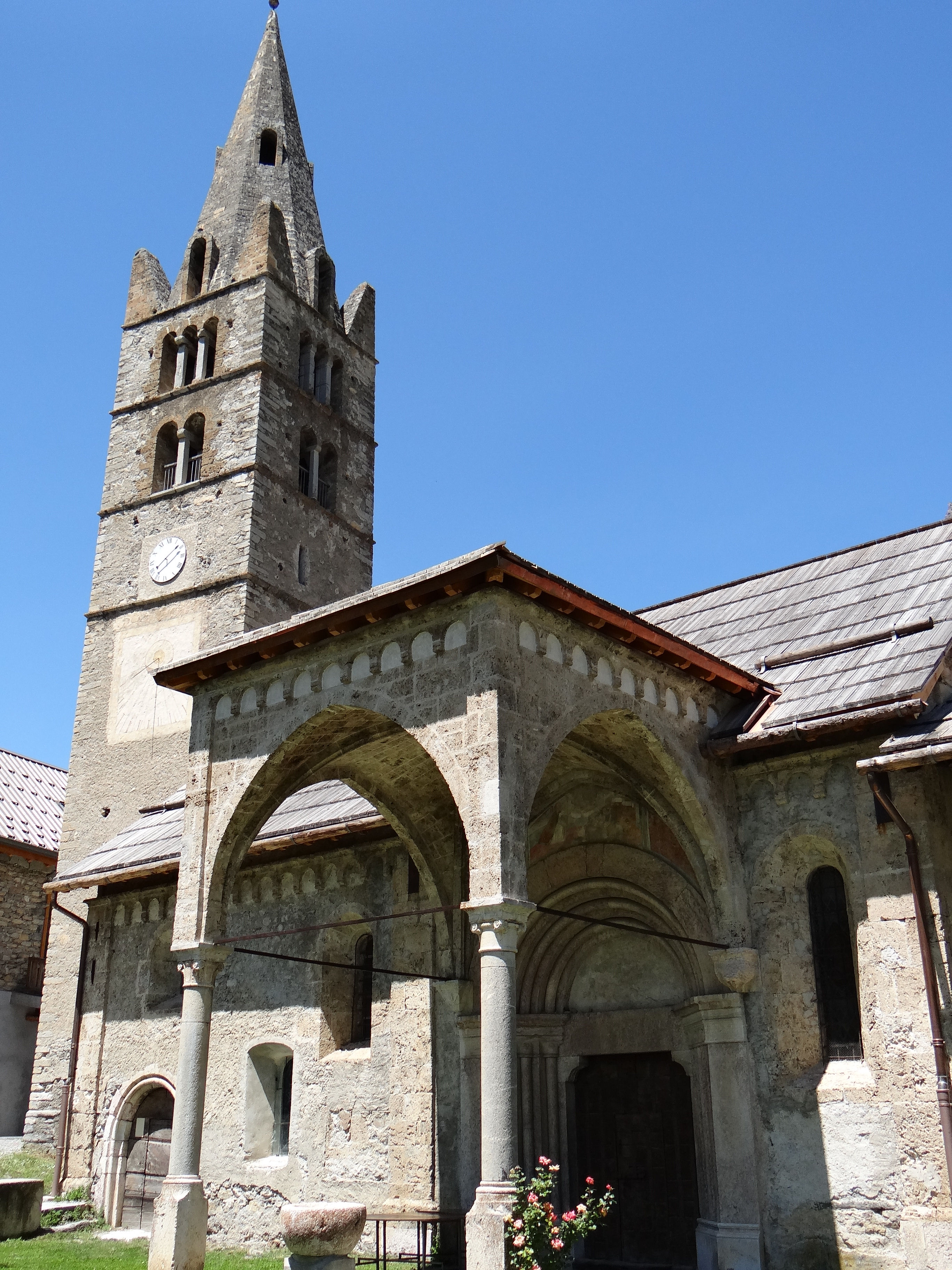
L'église Saint-Laurent.
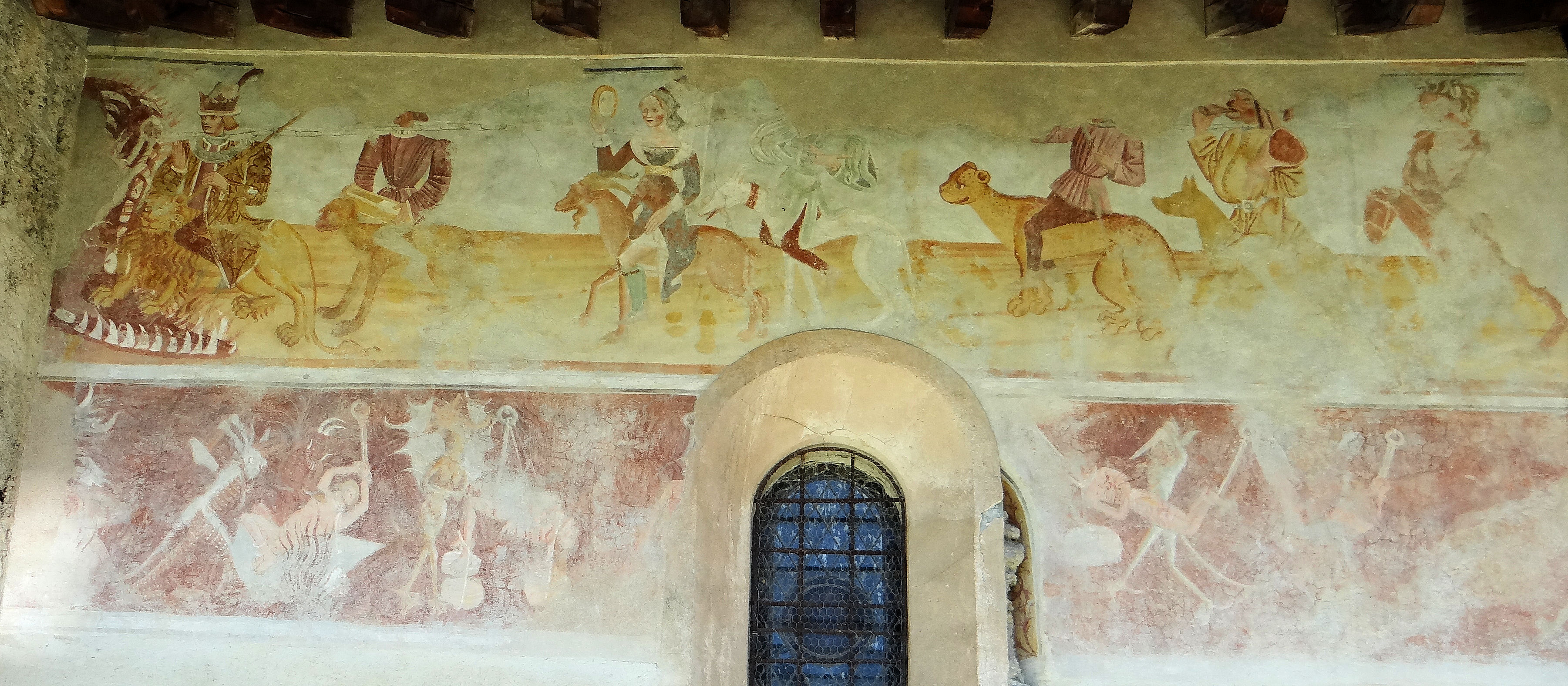
Église Saint-Laurent. Peinture représentant les sept péchés capitaux et leurs châtiments en Enfer.
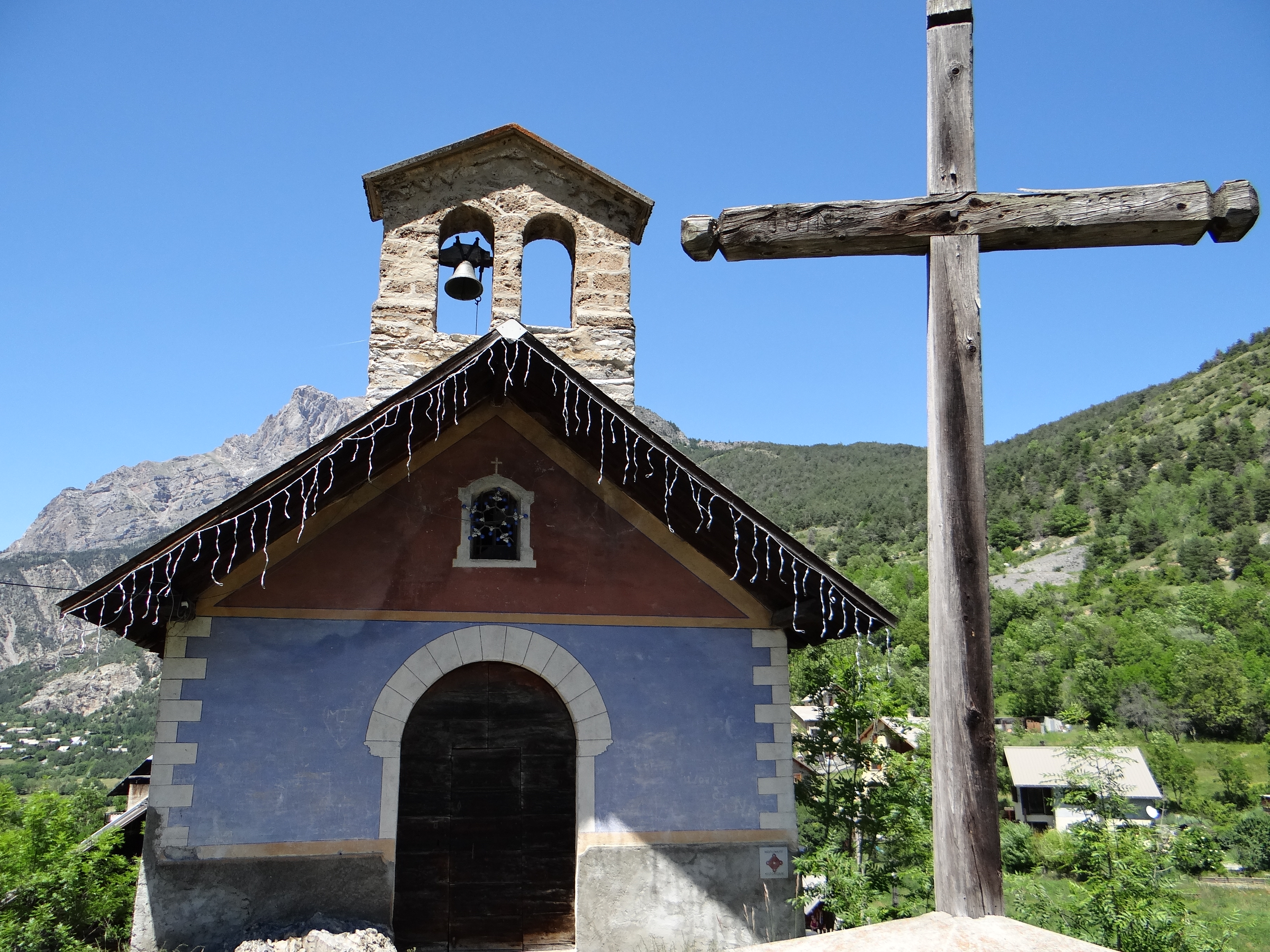
Hameau de la Bâtie des Vigneaux. Chapelle Saint-Claude.
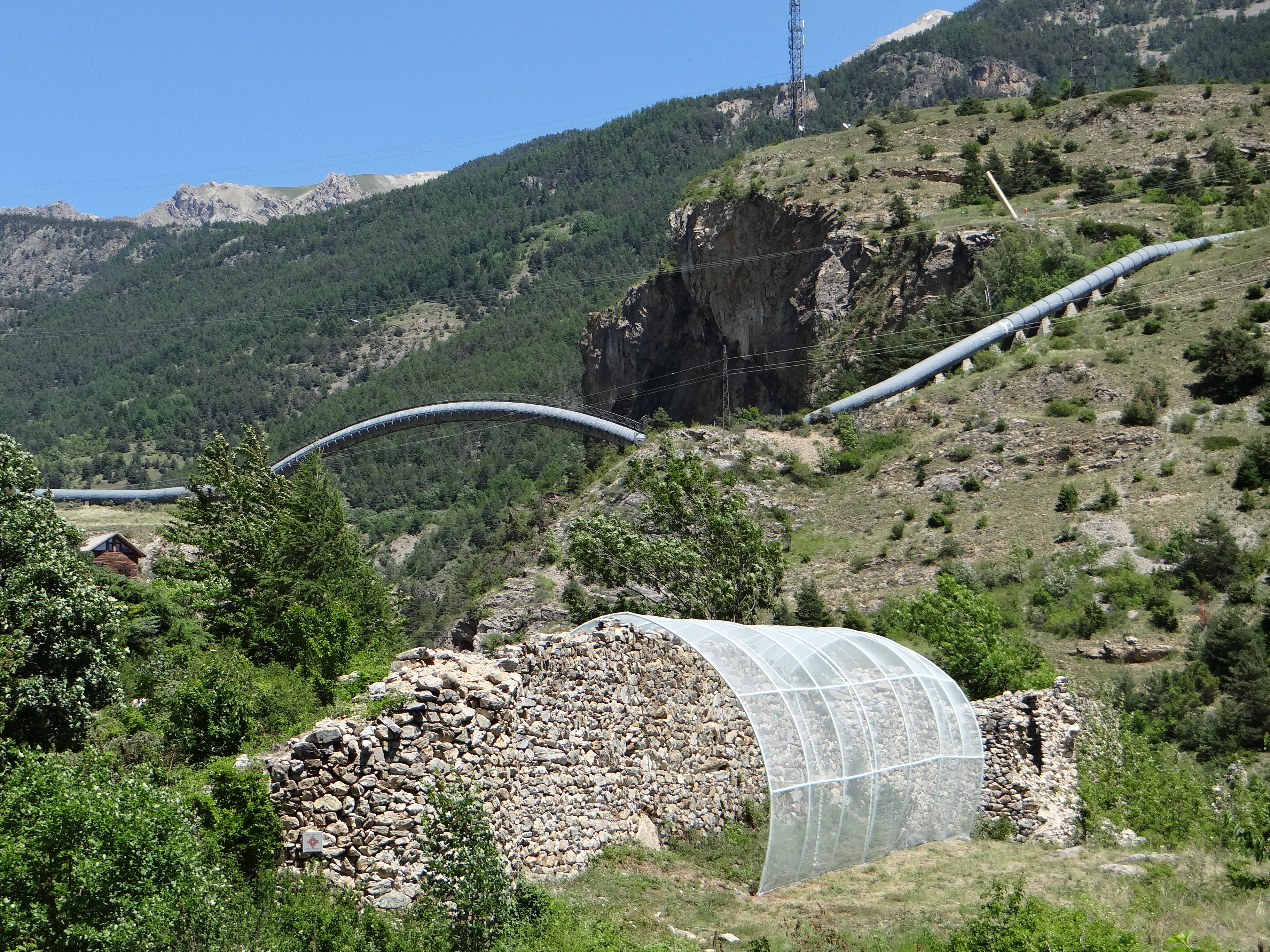
Hameau de la Bâtie des Vigneaux. Mur des Vaudois et siphon du Barri.

### Personnalités liées à la commune
- Max Disdier : maire de 1971 à 1993, conseiller général

### Héraldique
| Blason de Vigneaux (Les) | Blason  | D'argent au cep de vigne au naturel.                              |
| Blason de Vigneaux (Les) | Détails | Armes parlantes. Le statut officiel du blason reste à déterminer. |